# 社会民主主義フォーラム
社会民主主義フォーラム（しゃかいみんしゅしぎふぉーらむ）は、立憲民主党のグループ。通称は吉田グループ。他の党内グループとは異なり、地方組織を有しており、地方議員や党員等も所属している。

## 概説
2019年12月6日、立憲民主党の枝野幸男代表から社民党（又市征治党首）と国民民主党（玉木雄一郎代表）への合流呼びかけを受け、社民党は党内での協議を重ねた結果、2020年11月14日、都内で臨時党大会を開き、一部の議員や地方組織が立憲民主党に合流することを容認する議決案を賛成多数で可決した。国会議員4人のうち3人は立憲との合流に前向きで、地方組織も含めて党は分裂することになった。
この合流決議の結果、社民党は「立憲民主党へ合流し、社会民主主義の継承・発展をめざす」を選択する「社会民主主義フォーラム」と「社民党を残し社会民主主義の実現に取り組んでいく」を選択する新生「社民党」（福島瑞穂党首ら）の2つのグループに分裂することとなった。「社会民主主義フォーラム」は、2020年12月に社民党を離党した吉田と衆議院議員の吉川元が中心となり、立憲民主党に合流する党員や党組織の情報交換などのために2021年2月28日に設立された。現在、社会民主主義フォーラム中央と地方支部が組織化されている。
現在所属している国会議員は吉田忠智と吉川元、山登志浩の3人だが、他の党内派閥と異なり、地方議員が150人以上所属している。その他、社民系の一般党員の所属も確認されている。
政策・主張
- 社会民主主義の理念、政策、運動を発展させる[1]。
- 社民党との連携・協力をする。
- 連合との連携・共闘をする。

## 現在の構成

### 執行部
| 代表     | 代表     | 代表代行 | 副代表             | 事務総長 |
| -------- | -------- | -------- | ------------------ | -------- |
| 吉田忠智 | 高田良徳 |          | 吉川元             | 中川直人 |
| 吉田忠智 | 羽田圭二 | 吉川元   | 井加田まり・石田寛 | 中川直人 |

### 現職国会議員
| 衆議院議員（2名）                 | 衆議院議員（2名）                       |
| --------------------------------- | --------------------------------------- |
| 吉川元 （5回、比例九州・大分2区） | 山登志浩 （1回、比例北陸信越・富山1区） |
| 参議院議員（1名）                 |                                         |
| 吉田忠智 （3回、大分県）          |                                         |

## 地方組織
立憲民主党の県連と合流した社民党県連では元社民党の党員や党組織の受け皿として「社民フォーラム◯○(地区名)」や「社会民主主義フォーラム◯○(地区名)」といった政治団体を設立し、地方支部としている。
- 社会民主主義フォーラム青森[6] - 青森県
- 宮城県社会民主主義フォーラム[7] - 宮城県
- 社会民主主義フォーラム秋田[8] - 秋田県
- 岩手県社会民主主義フォーラム[9] - 岩手県
- 山形県社民フォーラム[10] - 山形県
- 福島県社会民主主義フォーラム[11] - 福島県
  - 郡山社民フォーラム[12] - 郡山市
- 社民フォーラム茨城[13] - 茨城県
- 社会民主主義フォーラム千葉[14] - 千葉県
- 社民フォーラム東京[15] - 東京都
  - 社会民主主義フォーラム世田谷 - 世田谷区
  - 社会民主主義フォーラム文京-文京区
- 社会民主主義フォーラム富山県支部[16] - 富山県
- 社民フォーラム静岡[17] - 静岡県
- 社会民主主義フォーラムしまね - 島根県
- 社会民主主義フォーラム香川県支部[18] - 香川県
- 社会民主主義フォーラム佐賀県支部[19] - 佐賀県
- 社会民主主義フォーラム大分 - 大分県
- 社会民主主義フォーラムみやざき - 宮崎県

## 政治資金収支報告書の記載
| 年                | 本年収入額   | 寄附者又はその代表者の氏名                               | 備考   |
| ----------------- | ------------ | -------------------------------------------------------- | ------ |
| 2020年（令和2年） | 300万0円     | 吉田忠智、吉川元、荻野清隆                               | [ 20 ] |
| 2021年（令和3年） | 1874万3141円 | 吉田忠智、吉川元、飯田正美、徳光清孝、磯崎博行、佐藤有恒 | [ 21 ] |